# De divinatione
De divinatione és un tractat filosòfic de Marc Tul·li Ciceró redactada en dos llibres i escrita als primers mesos de l'any 44 aC, període en què l'última dictadura de Cèsar va comportar l'allunyament de l'autor de l'activitat política.

## Obra
De divinatione és notable com una de les principals fonts de la posteritat sobre el funcionament de la religió romana. L'obra és també una rica font històrica sobre la concepció de la cientificitat en l'antiguitat romana clàssica. Pren la forma d'un diàleg els interlocutors del qual són Marc i el seu germà Quint. També inclou un fragment del poema de Ciceró sobre el seu propi consolat.

### Llibre I

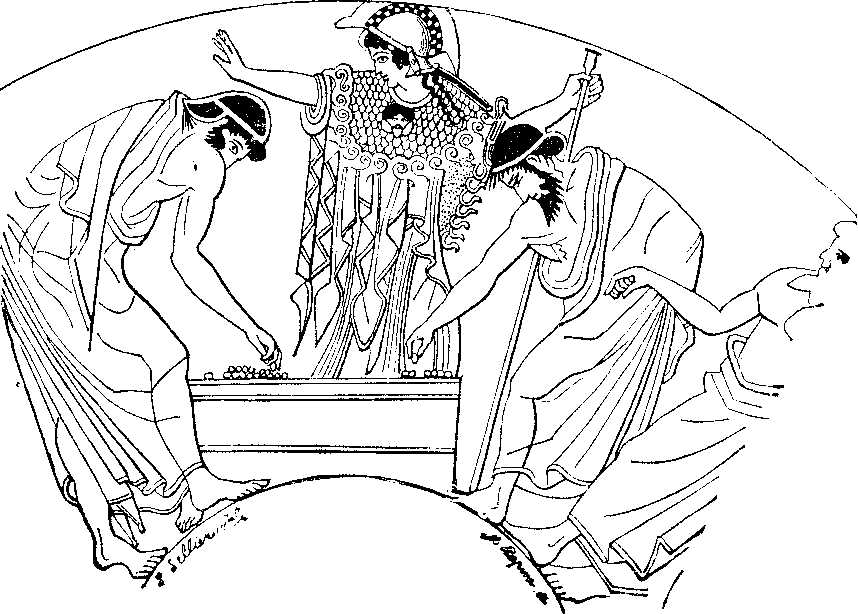
Escena de Cleromància: d'una cílix en una ceràmica de figures vermelles del Pintor de Dúrides,

Al Llibre I, Ciceró imagina trobar-se a la seva pròpia vil·la de Túsculum en companyia del seu germà Quint Tul·li Ciceró, el qual obre el tractat, exposant el seu propi punt de vista a favor de la clarividència i en línia amb l'estoïcisme. Segons aquest corrent filosòfic, la possibilitat de preveure el futur tindria un fonament real i la prova més evident pot trobar-se en l'acord que tots els pobles demostren tenir de sempre sobre aquest punt (consensus omnium). Quint passa després a il·lustrar les dues grans categories en les quals són divisibles els mètodes de clarividència: per un costat, l'endevinació artificial, que deriva de l'observació dels prodigis i de la correcta interpretació dels mateixos gràcies a procediments rigorosament estandarditzats; d'altra banda, l'endevinació natural, determinada per la inspiració immediata o per una visió directa que l'ànima - momentàniament lliure dels seus vincles corporis - adverteix inconscientment, com succeeix per exemple durant els somnis. Sobre la veracitat d'aquests assumptes Quint apel·la a l'experiència del mateix Ciceró quan, sobre el massís Albà o al turó del Capitoli, va poder assistir a prodigis que li van anunciar la conjuració de Catilina.

### Llibre II

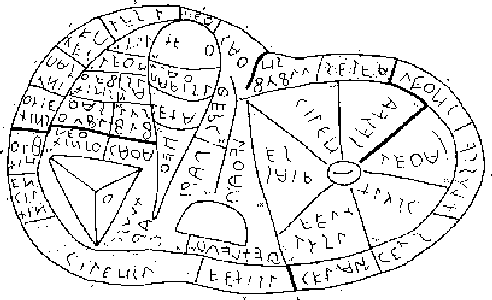
Reproducció gràfica del "Fetge de Piacenza", segle II-I aC.

Al Llibre II, Ciceró pren tots els arguments i els exemples oferts pel seu germà i els refuta un darrere l'altre, i així demostra la seva falta de confiança en l'art de l'endevinació. D'acord amb els principis filosòfics de l'escepticisme, ell ataca cada aspecte relacionat amb els oracles, l'astrologia i l'harúspex, contestant la serietat, el cientisme i afirmant que la religió adquiriria un major crèdit si fos depurada de les creences falses i supersticioses. Malgrat això, Ciceró no arriba a rebutjar íntegrament la clarividència, sinó que justifica la pràctica com a institució «política», necessària per al manteniment dels equilibris interns de l'Estat i la salvaguarda de les tradicions.